# Paratrechina brasiliensis
Paratrechina brasiliensis är en myrart som först beskrevs av Mayr 1862.  Paratrechina brasiliensis ingår i släktet Paratrechina och familjen myror. Inga underarter finns listade i Catalogue of Life.